# Juncus ecuadoriensis
Juncus ecuadoriensis là một loài thực vật có hoa trong họ Juncaceae. Loài này được Balslev mô tả khoa học đầu tiên năm 1979.